# Imposta di ricchezza mobile
L'imposta di ricchezza mobile fu la prima imposta sui redditi istituita dall'unità d'Italia, durata dal 1864 al 1973 e quindi sostituita dall'IRPEF. Era ad aliquota unica (tassa piatta) fino alla fine del Regno d'Italia, per poi diventare progressiva dagli anni '50.

## Storia dell'imposta

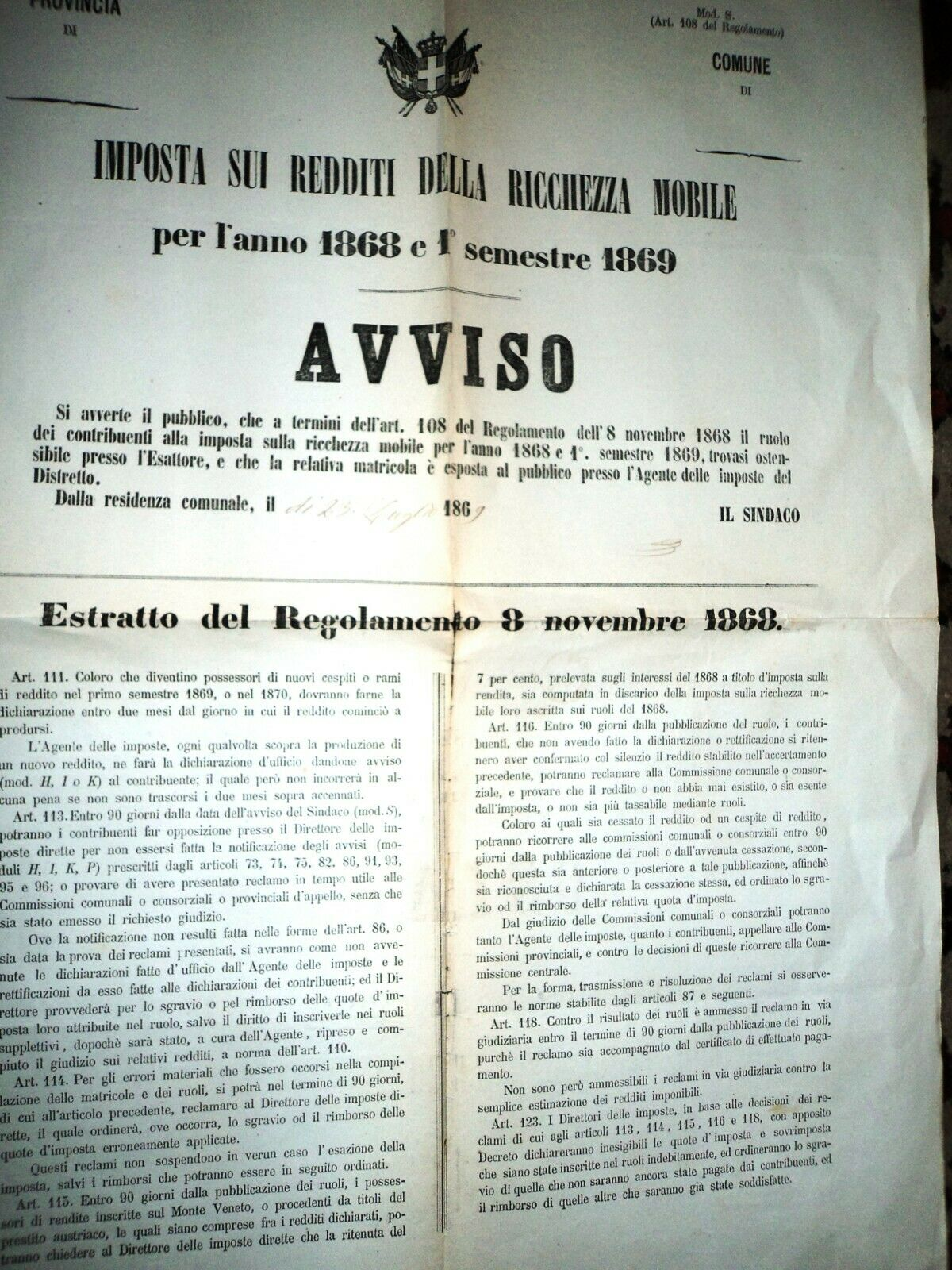
Avviso sull'Imposta sulla Ricchezza Mobile del 1868

Su iniziativa di Quintino Sella, ministro delle finanze del governo guidato da Marco Minghetti, l'imposta fu approvata dalla Camera dei deputati del Regno d'Italia il 30 gennaio 1864 a larga maggioranza, ed entrò in vigore il 14 luglio 1864, quando venne pubblicata sulla Gazzetta Ufficiale, contemporaneamente all'adozione del conguaglio provvisorio dell'imposta fondiaria.
Immediatamente dopo l'unità d'Italia la Commissione Finanze della Camera iniziò a discutere il progetto di estendere a tutto il paese il sistema impositivo del Regno di Sardegna, dove era in vigore l'Imposta personale e mobiliare.
Secondo i principi originari di questa imposta, alla quale erano soggetti tutti i cittadini maggiorenni, il reddito imponibile veniva presunto sulla base del valore locativo dell'abitazione. Solo dal 1852 il ministro delle finanze Cavour estese la presunzione del reddito anche a parametri correlati all'attività professionale e d'impresa.
I lavori della Commissione si protrassero tra il 1861 e il 1862, e la relazione finale fu presentata il 1º marzo 1862, suggerendo l'abbandono del vecchio principio piemontese della misurazione del reddito su basi unicamente presuntive, prendendo ad esempio anche i sistemi in vigore in Francia e nel Regno Unito, e ponendo così le fondamenta per l'introduzione delle dichiarazioni dei redditi.
Con la riforma tributaria del 1973, entrata in vigore il 1º gennaio 1974, l'imposta di ricchezza mobile è stata abolita e sostituita dall'IRPEF.

## Funzionamento dell'imposta
Diversamente dal sistema presuntivo in vigore nel Regno di Sardegna, il principio cardine della nuova imposta si basava sulla dichiarazione dei redditi che ogni contribuente era tenuto a compilare.
Nella dichiarazione si dovevano indicare tutti i redditi non fondiari (questi ultimi erano assoggettati separatamente all'imposta fondiaria), e la si doveva presentare nel comune di residenza del contribuente.
La procedura aveva origine dalle autorità municipali, le quali dovevano inviare agli esattori le liste dei contribuenti assoggettati all'imposta e di quelli esentati (i cittadini indigenti). Una volta ricevute le liste, gli esattori inviavano ai contribuenti assoggettati un'ingiunzione alla presentazione della dichiarazione dei redditi.
Nel caso in cui il contribuente non avesse presentato la propria dichiarazione, l'esattore provvedeva a redigere una proposta di reddito su basi presuntive, che veniva inviata a una Commissione municipale. Questa Commissione era munita di ampi poteri nei confronti del contribuente per l'accertamento, e determinava, in modo analitico, il reddito imponibile.
Il contribuente, a propria volta poteva ricorrere in appello ad una Commissione provinciale, il cui verdetto non era ulteriormente impugnabile.
Le tipologie di reddito mobiliare erano tre:
- Redditi perpetui - Redditi imponibili al 100%, in quanto frutto di rendite da capitale e rendite vitalizie (perpetui, in quanto indipendenti dal lavoro e dalla vita del contribuente);
- Redditi temporanei misti - Redditi imponibili al 75%, in quanto provenienti sia dal lavoro (fattore temporaneo, in quanto subordinato alla vita del contribuente), che da capitale o rendite vitalizie;
- Redditi temporanei - Redditi imponibili al 62,50%, in quanto provenienti unicamente dal lavoro, e quindi subordinati alla vita del contribuente.

L'aliquota d'imposta, fissata inizialmente all'8%, era proporzionale al reddito imponibile, e senza scaglioni progressivi. Le aliquote d'imposta progressive, sancite dalla Costituzione del 1948, furono introdotte nel secondo dopoguerra.
| Controllo di autorità | Thesaurus BNCF 37474 |